# Stråtjära
Stråtjära är en by i Skogs socken, Hälsingland som ligger ungefär tre mil utanför Söderhamn. Byn ligger nära sjön Bergviken. Byn hör ihop med Skog och de förväxlas ofta med varandra eftersom de i stort sett är samma by. 2015 avgränsade SCB två åtskilda småorter istället för en gemensam tätort för Skog och Stråtjära.

## Stråtjära skola
Den lilla byskolan ligger centralt. Byggnadsåret var år 1960 och skolan har fyra klassrum med breda korridorer, skolmatsal, slöjdsal och gymnastikanläggning. Nära skolan ligger en gymnastiksal och lite längre bort en idrottsplats med fotbollsplan, tennisbana och gym. "Skol-skogen" kallas skogen som ligger bakom skolan. Där tillbringar främst de minsta eleverna rasterna sommartid med kojbyggen och vintertid pulkaåkning. Bredvid skolområdet rinner en bäck som i folkmun kallas "piss-bäcken". Skolan har även en stor skolgård med lekplats och stor gräsmatta.

## Företagsklimat
I bygden finns det ungefär 100 stycken småföretag till exempel frisör, cirkus, aromaterapeut, redovisningsbyrå och huvudkontoret för en resebyrå, med filial i Stockholm. Mellan åren 1998 och 2004 startades 30 nya företag.  

## Badplatser
Badstranden Skogsand är den främsta och största i byn, där finns även en ställplats alldeles vid vattnet. Den nordligt vettande sandstranden är 200 m lång och har utsikt över bergen. På stranden finns flera grillplatser, omklädningsrum, toaletter, en liten pir och en kiosk som är öppen fina dagar under sommaren.